# EuroLeague Basketball
Ne doit pas être confondu avec Euroligue de basket-ball.
Euroleague Basketball est la société qui gère et exploite les deux meilleures compétitions de clubs sportifs professionnels masculins de basket-ball en Europe : l'EuroLigue (1er niveau) et l'EuroCup (2e niveau).
Il organise l'EuroLigue depuis la saison 2000-2001. Depuis 2002, il organise également le final four de l'EuroLigue. Il supervise le tournoi EuroLeague Basketball Next Generation Tournament (en). Son siège est à Barcelone, en Espagne.

## Histoire
En septembre 2022, Dejan Bodiroga est élu président d'EuroLeague Basketball en remplacement de Jordi Bertomeu (en). Il est aussi nommé directeur, avec Marshall Glickman comme directeur exécutif,. Glickman quitte ses fonctions au terme de son contrat le 31 juillet 2023.

## Structure de l'entreprise

### Euroleague Commercial Assets SA
Euroleague Commercial Assets SA (ECA) est la société à responsabilité limitée, agissant conformément au droit luxembourgeois, dont le siège social est situé rue Beaumont 17, L-1219 Luxembourg. Il est régi par les statuts et les résolutions des organes directeurs dont les propriétaires sont les clubs participant à l'EuroLigue et à un certain nombre de ligues.
L'assemblée générale est l'organe de représentation et de gouvernance de l'ECA, où les actionnaires d'Euroleague Commercial Assets SA se réunissent avec les clubs associés, responsable de la supervision générale des questions relatives à l'EuroLigue et de l'approbation des statuts, comme stipulé dans les règles de licence des clubs de l'EuroLeague. En outre, il assure la coordination des clubs et est habilité à prendre des décisions et à confier des fonctions au Conseil d'administration.
L'assemblée générale a constitué le conseil d'administration et lui a confié la mission de lui soumettre des propositions et des recommandations, de suivre et de contrôler le respect des résolutions prises, de prendre des mesures urgentes lorsque le temps manque pour convoquer une réunion exceptionnelle de l'AG (sous réserve d´une ratification ultérieure de celle-ci), et exerce toutes autres fonctions qui lui sont conférées. Le conseil d'administration est composé des membres suivants, élus par l'AG, pour un mandat de trois ans :
- 11 représentants des clubs licenciés qui participent à la compétition EuroLigue : Anadolu Efes, Baskonia, CSKA Moscou, FC Barcelona, Fenerbahçe, Maccabi Tel Aviv, Milan, Olympiacos, Panathinaikos, Real Madrid et Žalgiris.

- Le directeur général assure la présidence du directoire des actionnaires. Le président n'est habilité à voter qu'en cas d'égalité des voix, auquel cas il a une voix prépondérante.

### EuroLeague Properties SA
EuroLeague Properties SA (EP) est la SARL, contrôlée par l'ECA, responsable de la gestion et de l'organisation de l'EuroLigue et de l'EuroCoupe, ainsi que de la promotion et de la commercialisation de ces compétitions, conformément à ce qui est établi dans ses statuts.

### Euroleague Entertainment & Services
Euroleague Entertainment & Services, contrôlée par l'ECA, a été désignée par EuroLeague Properties SA (EP) est responsable de la gestion et de l'organisation administrative de l'EuroLigue et de l'EuroCoupe, conformément à ce qui est établi dans ses statuts.

### Euroleague Ventures S.A.
Euroleague Ventures S.A. (EV) est la société à responsabilité limitée constituée par EuroLeague Properties SA (EP) et IMG Media Limited, conformément à l'accord de coentreprise signé par les deux parties dans le but d'accroître la stature, la notoriété et la valeur économique de l'EuroLigue et de l'EuroCoupe, et des clubs. EP et IMG Media Limited sont convenus d'une coopération à long terme dans la gestion, l'administration, la promotion et la commercialisation, et l'organisation de ces deux compétitions européennes grâce à l'incorporation d'EV.